# Fourgon postal
 (janvier 2017).
Si vous disposez d'ouvrages ou d'articles de référence ou si vous connaissez des sites web de qualité traitant du thème abordé ici, merci de compléter l'article en donnant les références utiles à sa vérifiabilité et en les liant à la section « Notes et références ».
Un fourgon postal, également appelé wagon-poste ou voiture postale, est un véhicule d'accompagnement des trains de voyageurs, chargé de l'acheminement du courrier. Le fourgon-postal peut se réduire à un compartiment dans un fourgon à bagages, voire dans une locomotive.

## France

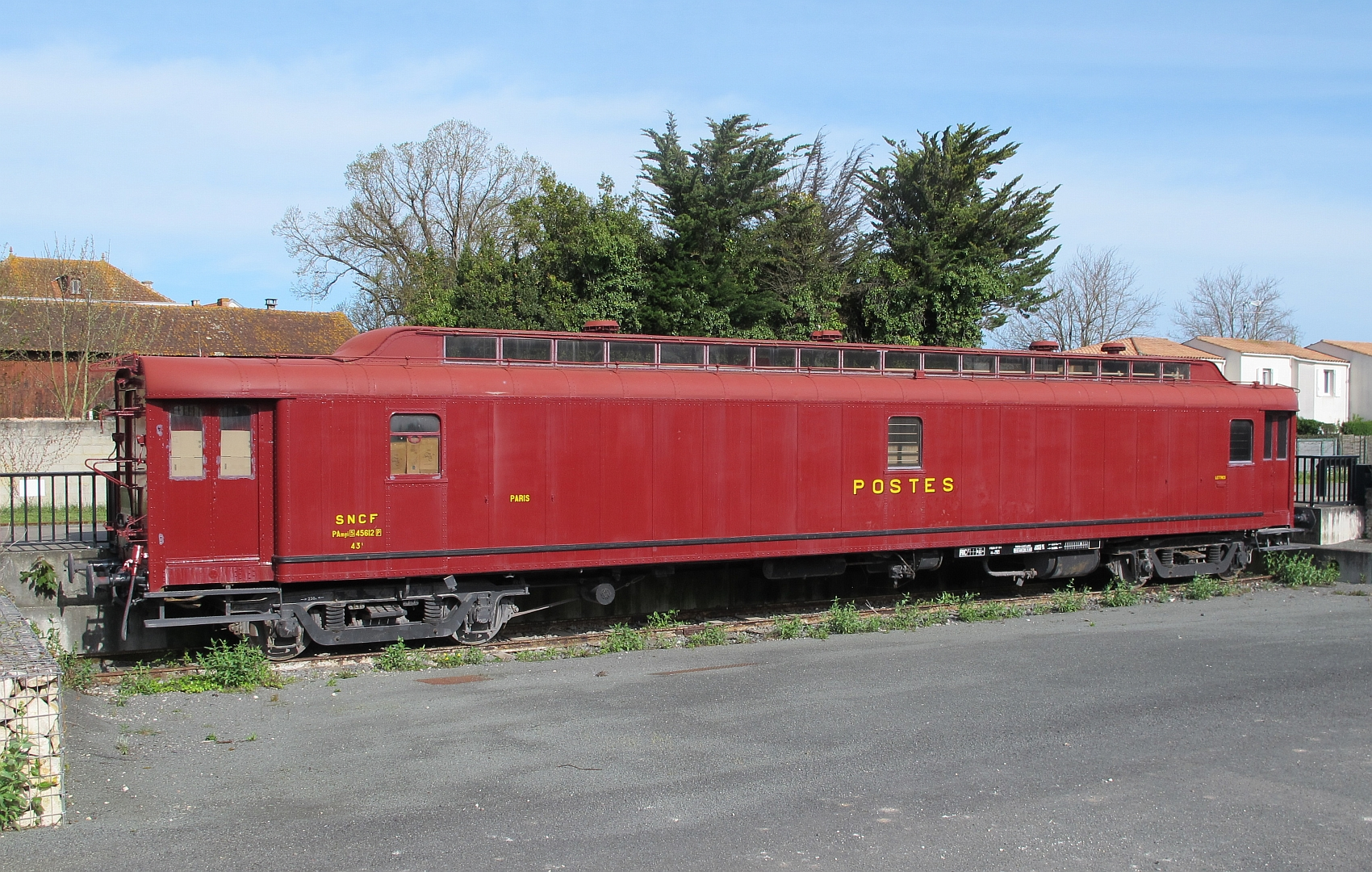
La voiture postale Pamyi 45612 préservée au Train des mouettes.

En France, il existait deux types de fourgons postaux :
- les bureaux ambulants, ou simplement « ambulants », destinés au transport et au tri du courrier, (PA (poste atelier),désigne les voitures « tri », PE (poste entrepôt) les voitures transportant le courrier.
- les allèges postales, fourgons loués à la SNCF, destinés au transport des dépêches.

De par leur conception et leur incorporation dans les trains de voyageurs ces fourgons sont souvent appelés voitures postales.
Un ancien fourgon postal est en place à côté de la gare d'Auvers-sur-Oise, transformé en bibliothèque.

## Galerie d'images

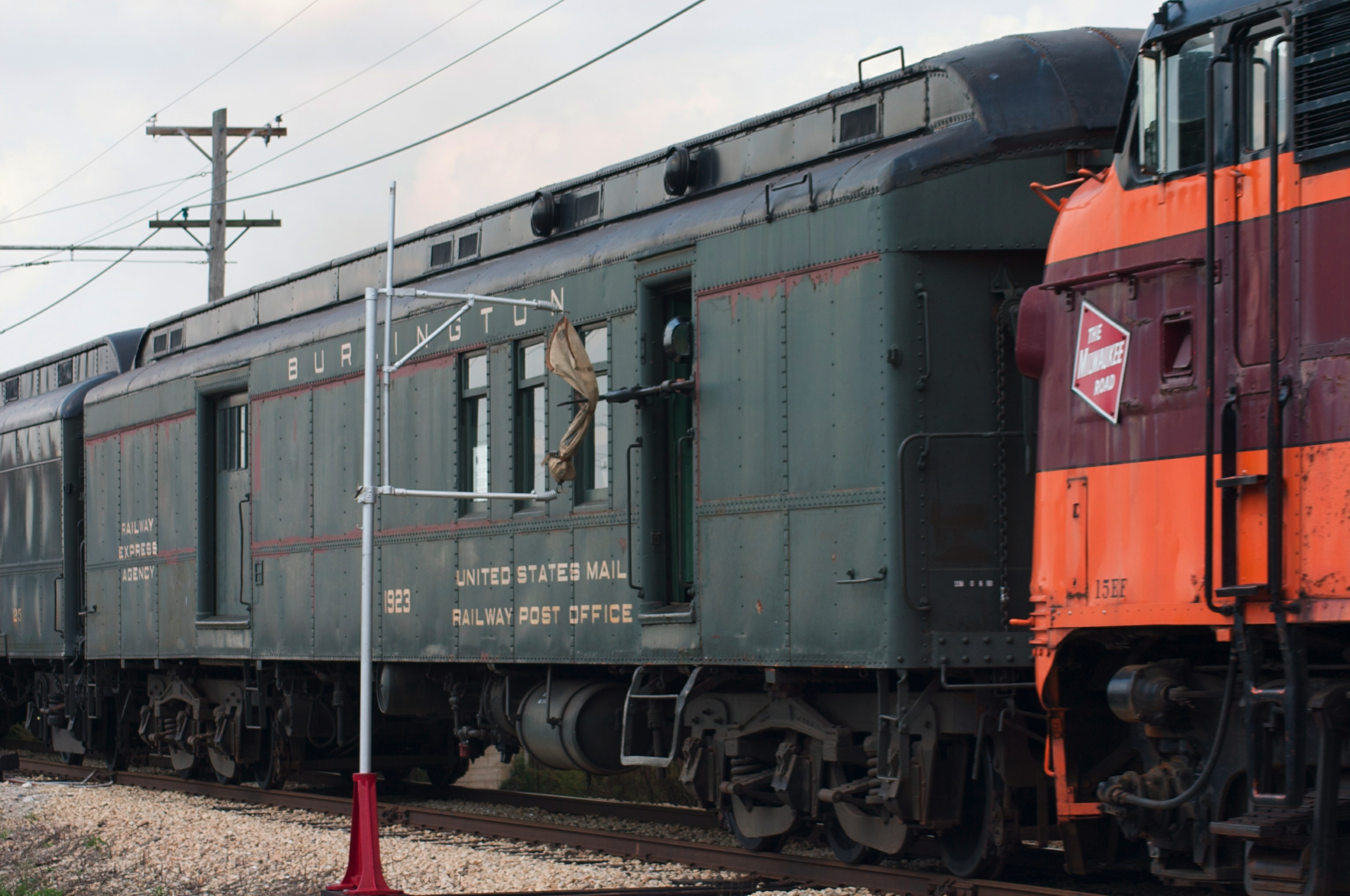
Mise en scène au musée du chemin de fer de l'Illinois d'une saisie de sac postal à la volée (Chicago, Burlington and Quincy Railroad en 1923).
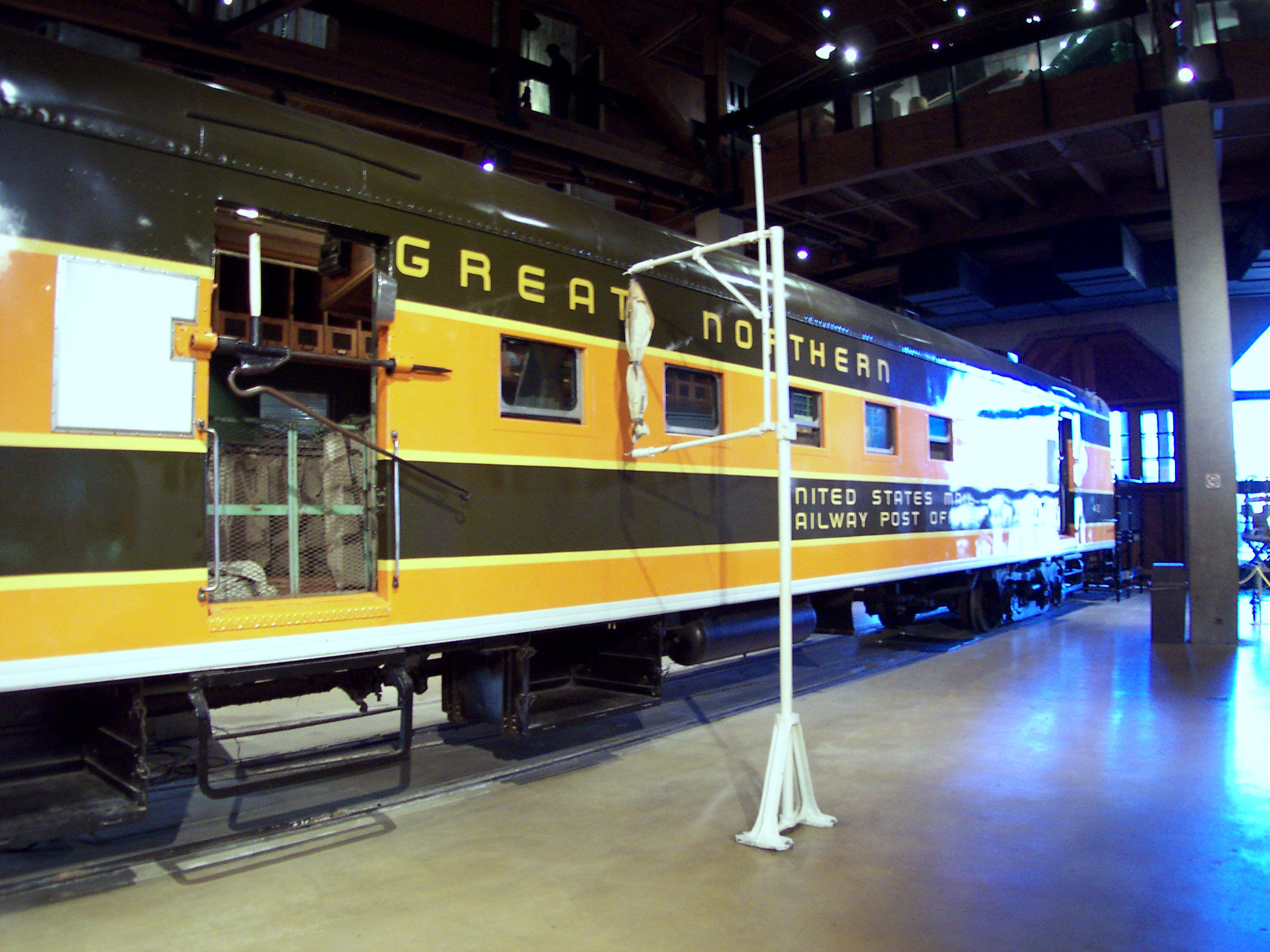
Une vue du crochet postal de l'ambulant Great Northern n° 42, prêt à saisir le sac postal sur la potence en bord de voie.
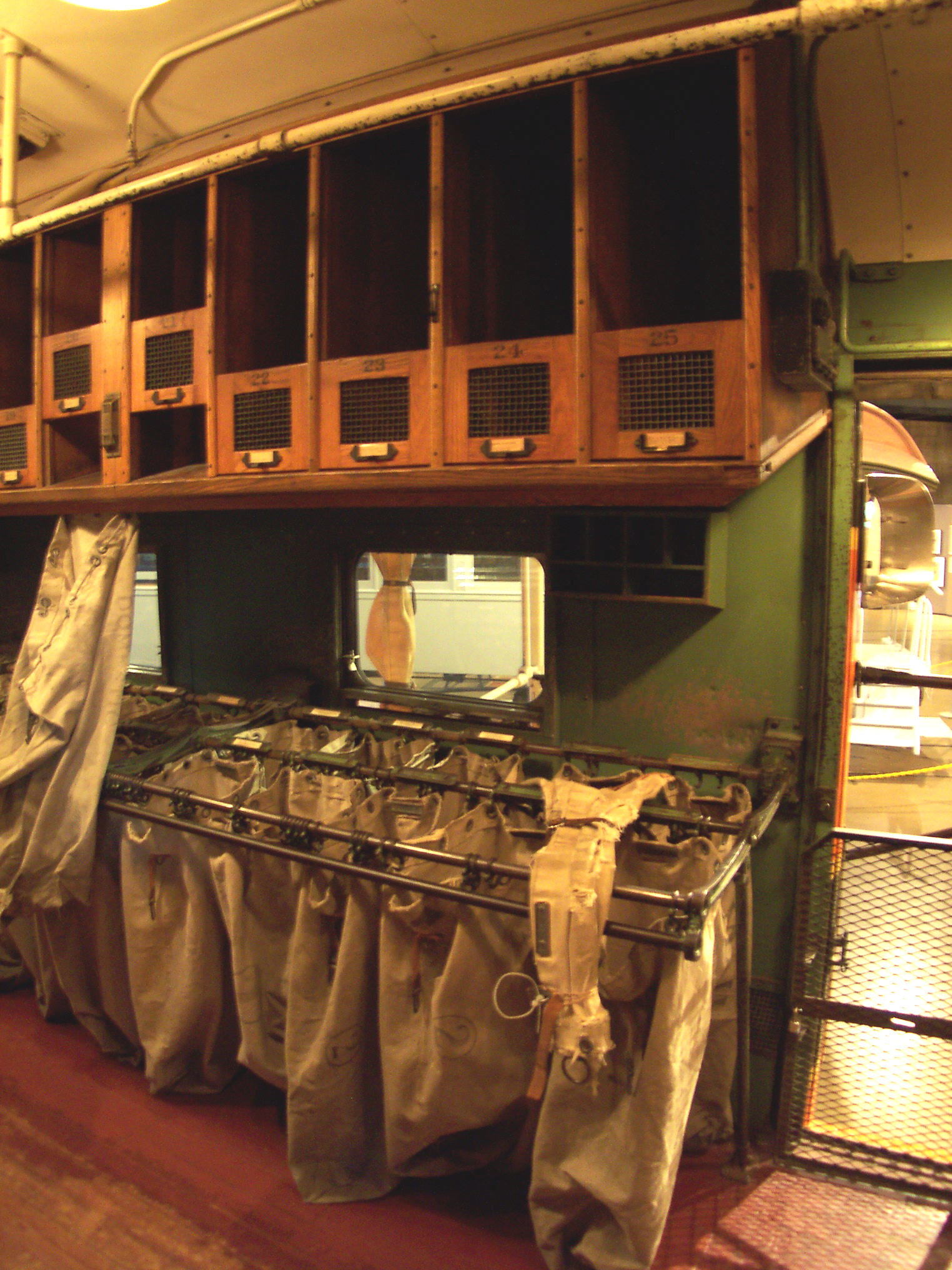
Interieur de l'ambulant Great Northern n° 42, exposé au California State Railroad Museum, Sacramento, Californie.
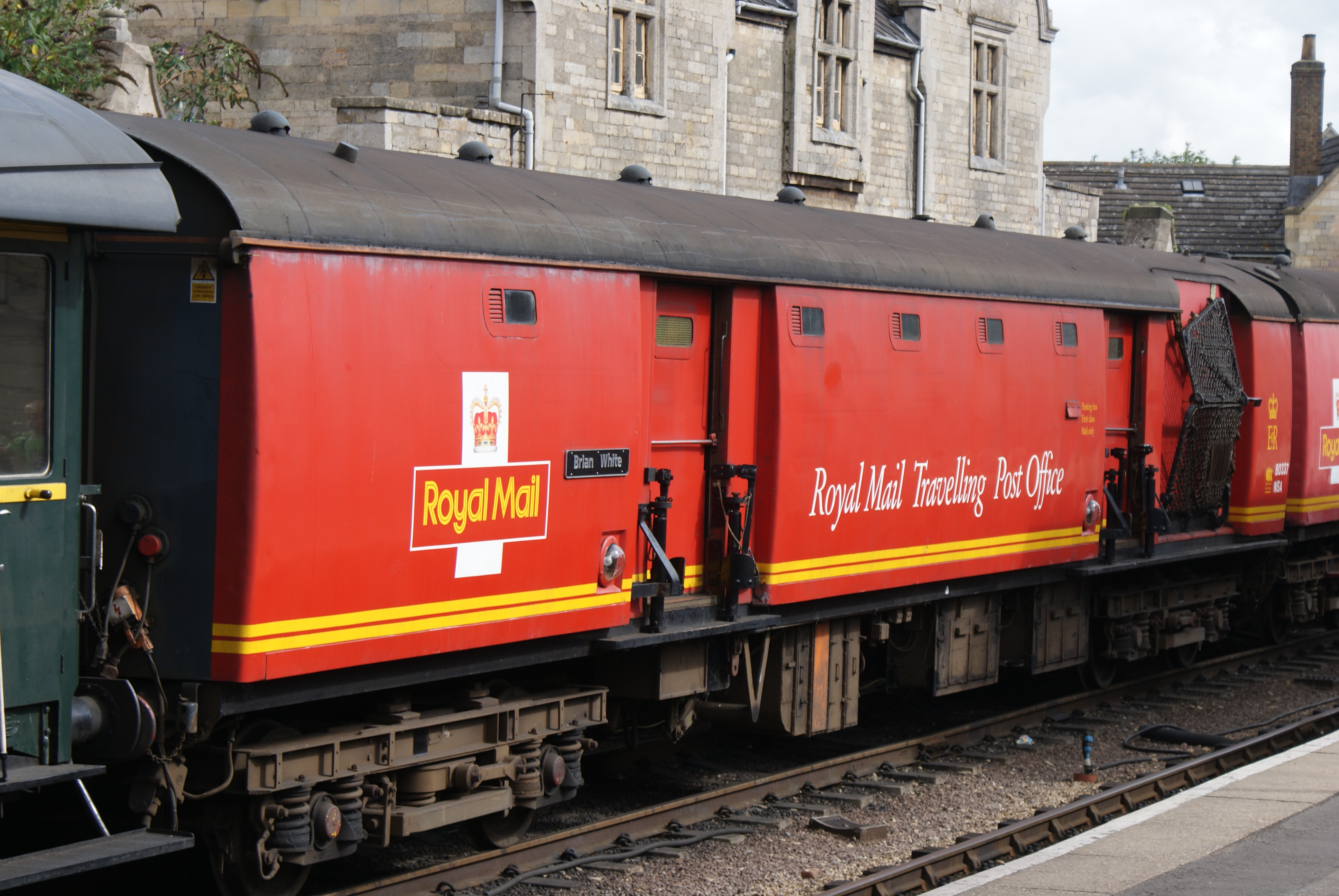
Fourgon postal des British Railways.
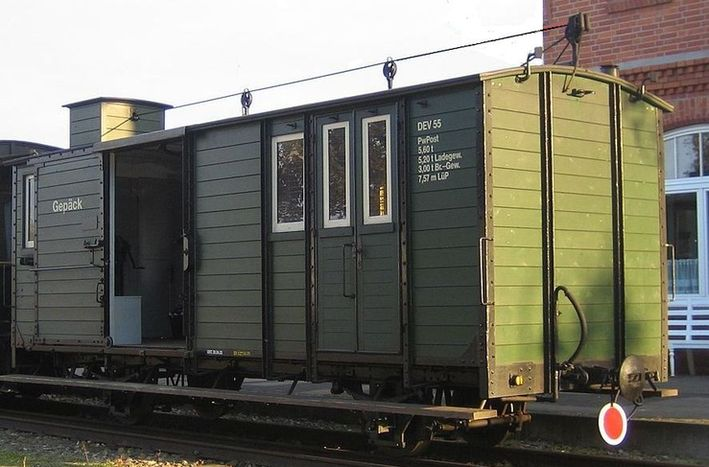
Ancien fourgon allemand DEV 55 avec compartiment postal.
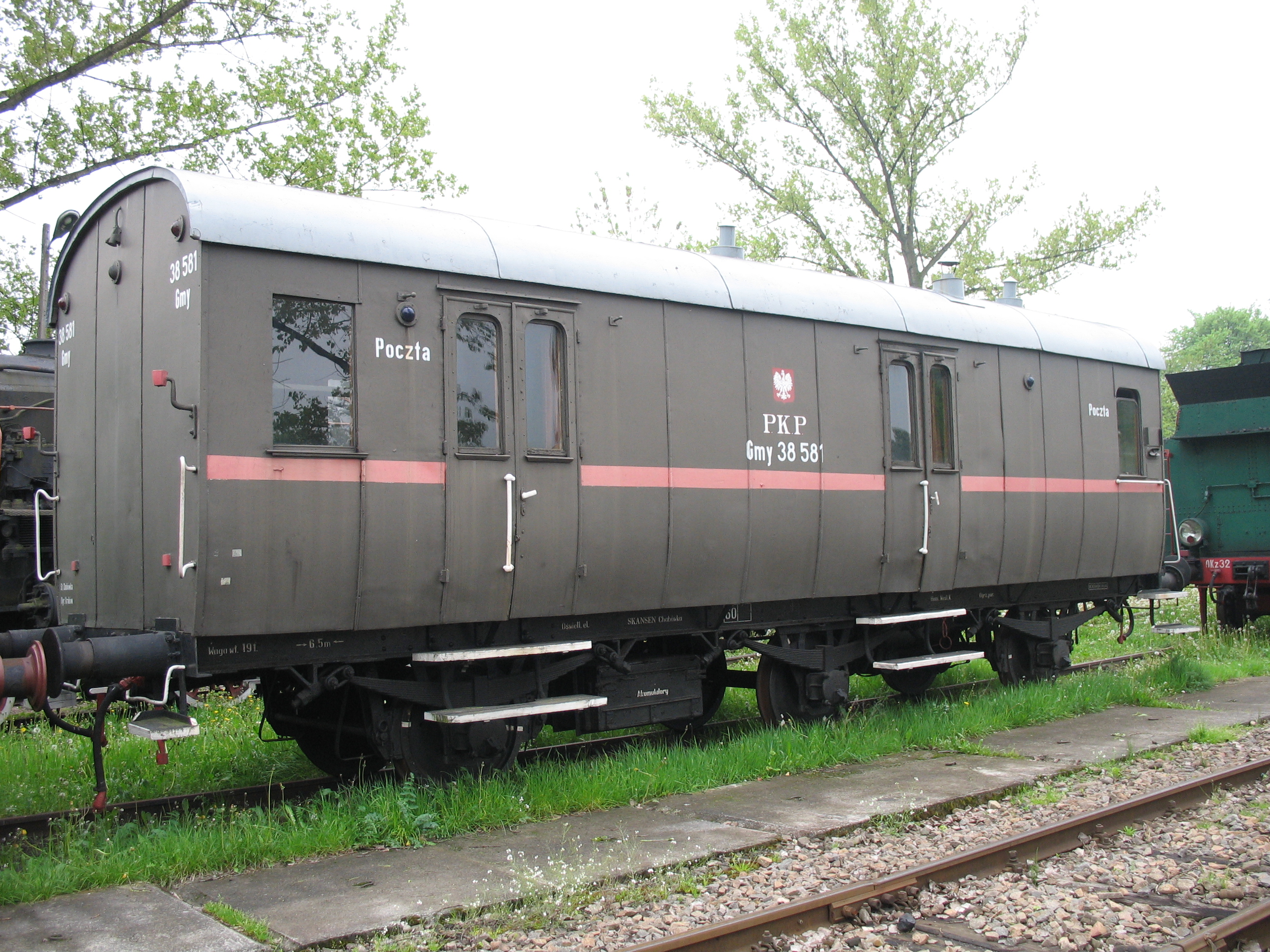
Fourgon postal Gmy de 1909 à 3 essieux des PKP.
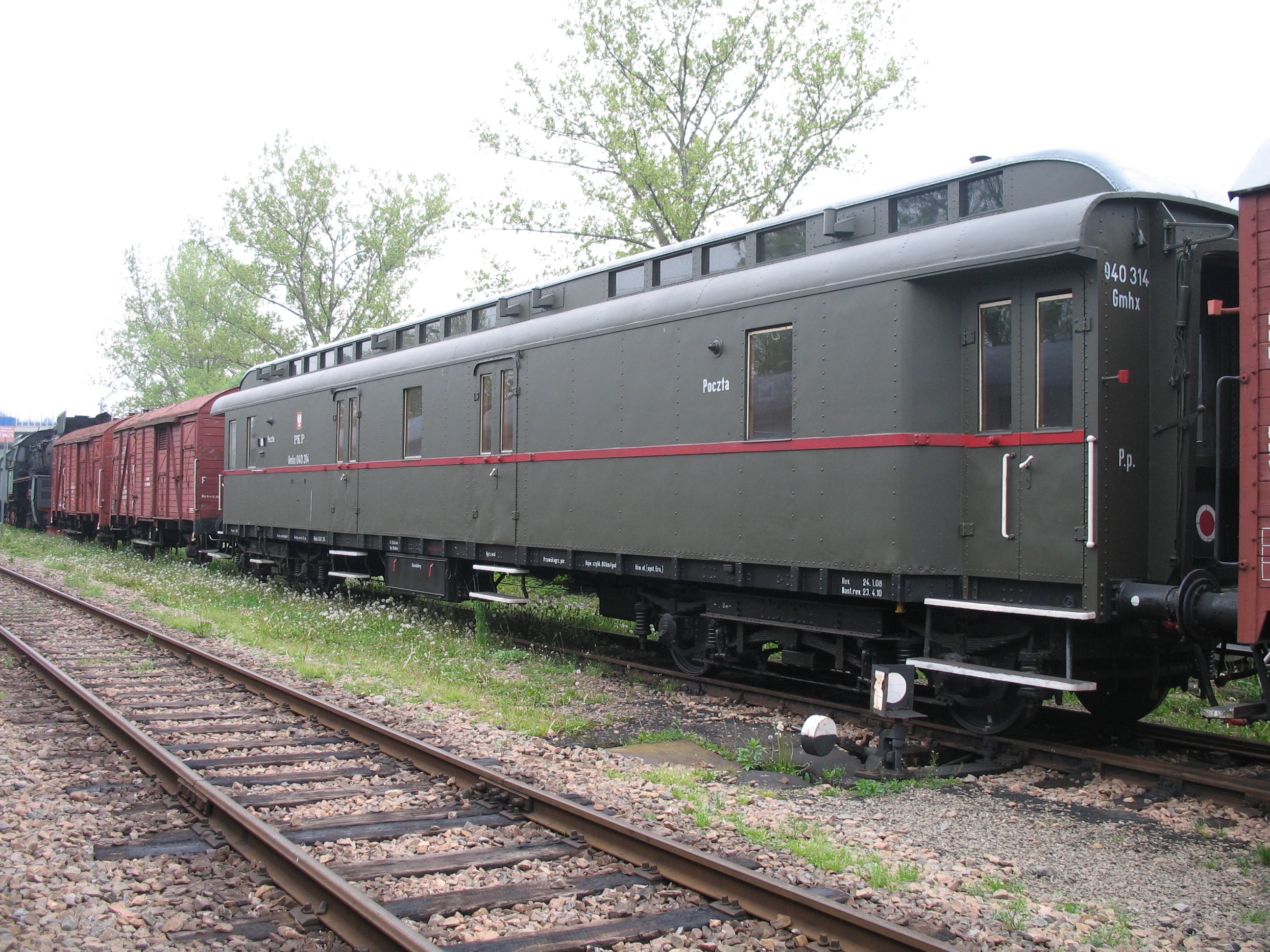
Fourgon postal Gmhx de 1930 des PKP.
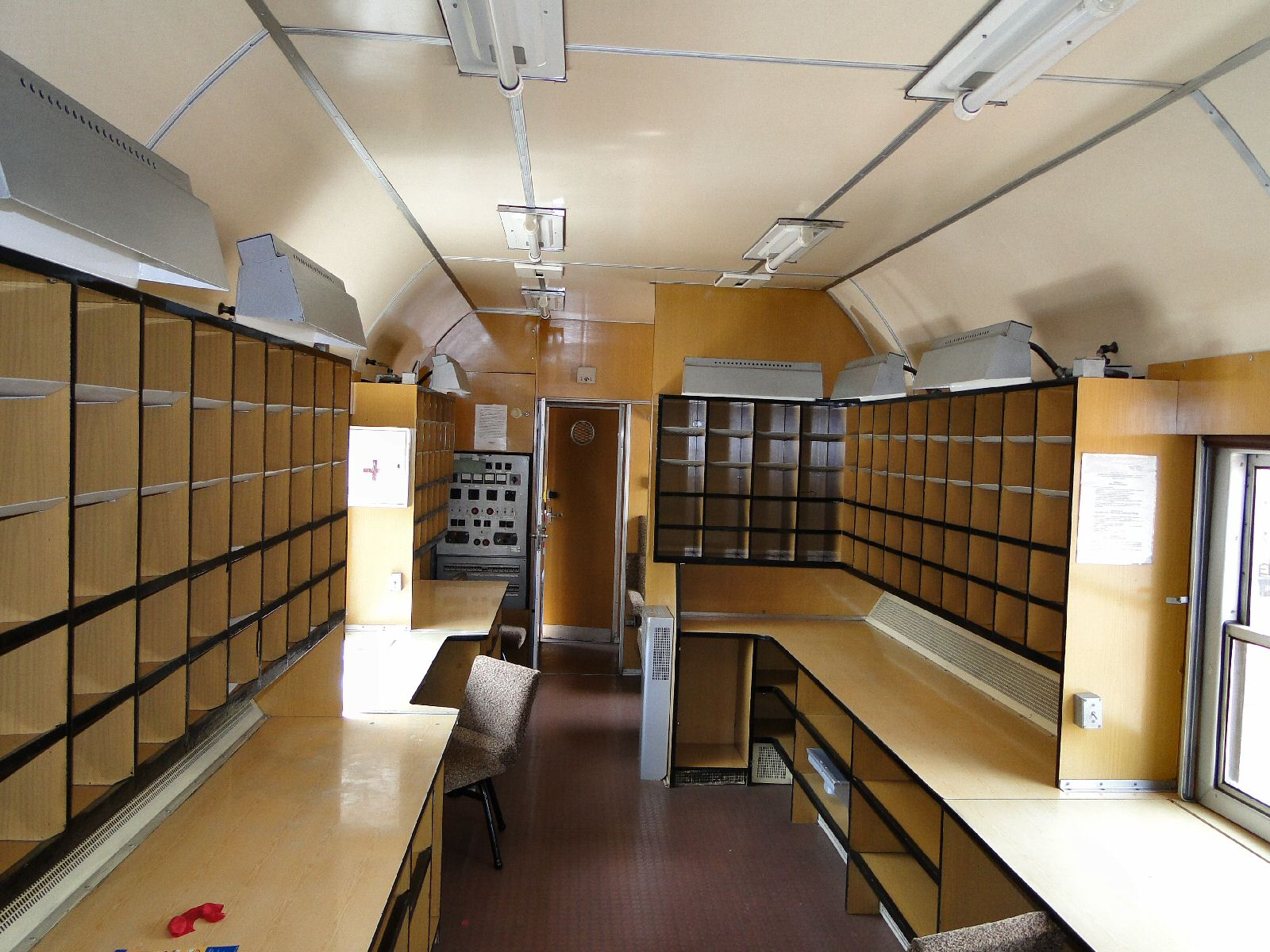
Intérieur d'un bureau ambulant des PKP.
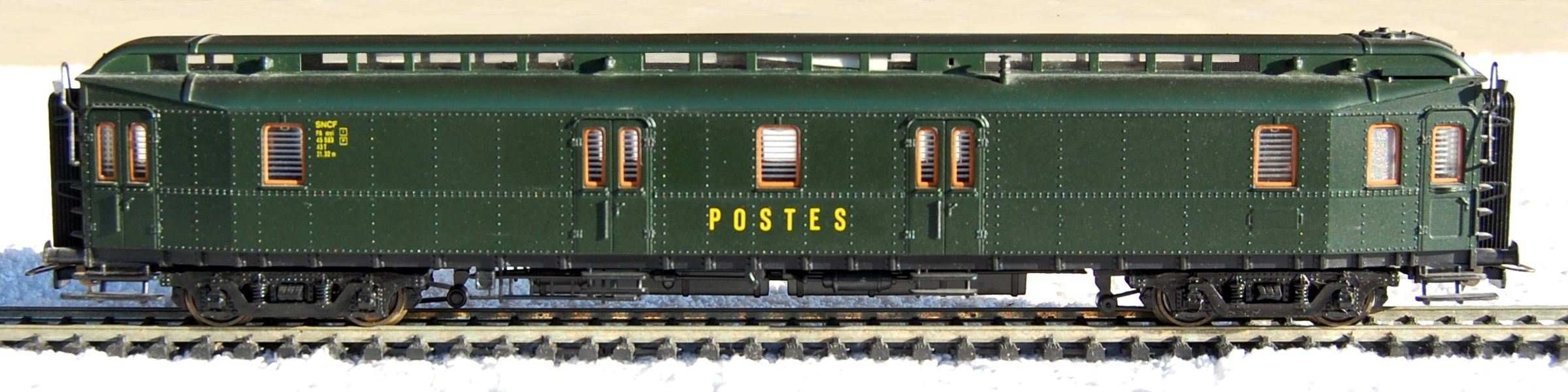
Modèle réduit Roco du fourgon postal Brochet d'origine allemande.
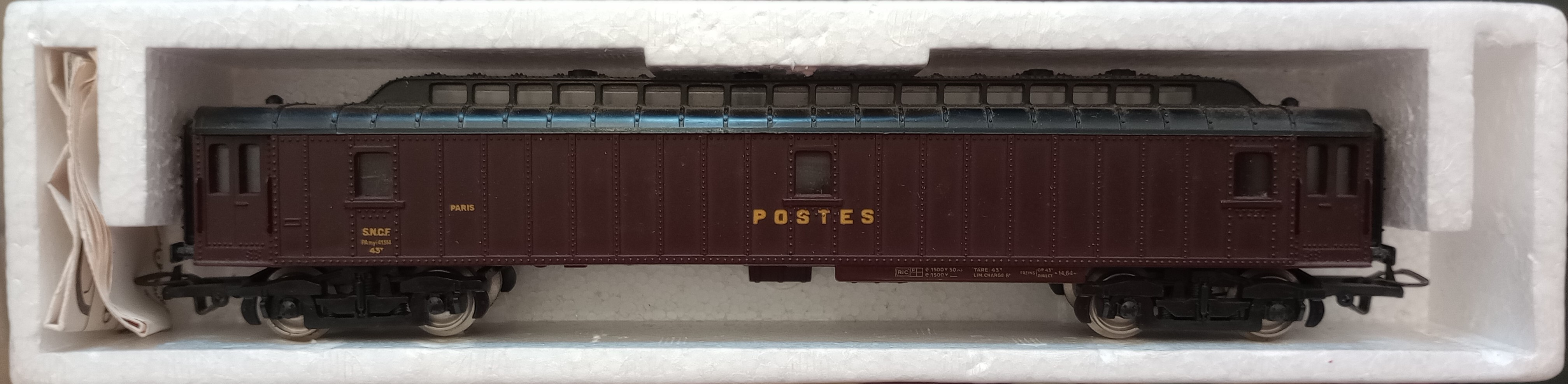
Voiture postale française de marque Jouef, format HO.